# Леонтьев, Александр Юрьевич
Александр Юрьевич Леонтьев (род. 26 июля 1970 года в Ленинграде) — русский поэт, переводчик, эссеист. Проживал в Волгограде, Прокопьевске, посёлке Чернышково (Волгоградская область), Москве, Великом Новгороде, Железнодорожном (Московская область). Работал ночным сторожем, грузчиком, монтировщиком сцены, дворником, сопровождающим почты по трактам, курьером, подсобным рабочим. В настоящее время живёт и работает в Санкт-Петербурге. Член Союза писателей России.
Переводил В. Вордсворта, Р.-М. Рильке, А. Рембо и др. Лауреат премии журнала «Звезда» (2003) и харьковской премии «Двуречье» (2007).

## Рецензии
- Татьяна Бек. Медь, серебро, злато // Дружба народов, 1997, № 11
- Александр Шаталов. Пульсируя бескровно // Знамя, 1999, № 8
- Дмитрий Полищук. «Она, должно быть, из Китая…» // Новый мир, 2000, № 1 Архивная копия от 5 августа 2020 на Wayback Machine
- Лиля Панн. Стихотворение «Прайм-тайм» Александра Леонтьева versus эссе «Ритм как теодицея» Сергея Аверинцева // Вавилон: Литературный дневник, 2007
- Сергей Слепухин. Голос из хора // Зинзивер, 2012, № 5 (37)
- Алексей Пурин. Мой важный поэт: Александр Леонтьев // Арион, 2013, № 1
- Александр Вергелис. Живое и мертвое. Александр Леонтьев. «Пределы»; Алексей Машевский. «Живое»; Алексей Пурин. «Седьмая книга». — Волга, № 5-6, 2017
- Э. Сокольский. Невозможно живая душа. Рецензия на книгу А. Леонтьева "Пределы". – СПб.: Издательско-полиграфическая компания «КОСТА», 2017 //  Prosōdia, 2018, №8